# Heinrich Leopold Wagner
Heinrich Leopold Wagner (Strasburgo, 1747 – Francoforte sul Meno, 1779) è stato un drammaturgo tedesco.
Suo capolavoro è considerata l'ottima tragedia Die Kindermörderin del 1776.

## Opere
- Prometheus, Deukalion und seine Rezensenten, 1775
- Der wohltätige Unbekannte, 1775
- Die Reue nach der Tat, 1775
- Neuer Versuch über die Schauspielkunst, 1776, una traduzione del Du Théâtre ou nouvel essai sur l'art dramatique di  Louis-Sébastien Mercier
- Leben und Tod Sebastian Silligs
- Die Kindermörderin, 1776
- Briefe, die Seylersche Gesellschaft betreffend, 1777
- Evchen Humbrecht oder Ihr Mütter merkts Euch!, 1778, rifacimento di Die Kindermörderin